# Lol (râu)
Lol este un râu în regiunea Bahr al-Ghazal din sudul Sudanului, care se varsă în Bahr al-Arab (Kiir). Râul are izvorul în masivul Bongo, în apropiere de granița cu Republica Centrafricană. În apropiere de cursul lui au avut lupte grele între Sudanul de Sud și de Nord.